# Lebengjumuk
Lebengjumuk is een bestuurslaag in het regentschap Grobogan van de provincie Midden-Java, Indonesië. Lebengjumuk telt 2138 inwoners (volkstelling 2010).